# 船原長生
船原 長生（ふなはら ちょうせい、1953年12月10日 - ）は、アメリカ在住の音楽家、映画監督、映画プロデューサー。

## 人物
兵庫県で生まれ、日本大学芸術学部映画学科卒業後、NYU（ニューヨーク大学）大学院映画学科に学ぶ。大学院在学中に、パンク・ロック・バンドのカルト的な存在となったプラズマティックスのベーシストとしてニューヨークでミュージシャン・デビュー。その後、映画制作に移行し、1992年、村上龍原作の映画『トパーズ (Tokyo Decadence)』のプロデューサー、サンダンス映画祭でグランプリを受賞した『イン・ザ・スープ』（アレクサンダー・ロックウェル監督）のエグゼクティブ・プロデューサーなどを務めた。

## 略歴

### 学生時代
1969年、兵庫県立加古川東高等学校入学すると、高校在学中から、後に各分野の文化人として名を成した同世代の人物たちとの交流が始まった。後にコピーライターとなった中島らも、フランス文学者・作家・翻訳家となった鈴木創士とは三ノ宮で知り合い、ラジオ・パーソナリティとなった谷五郎とは同級生であった。中島によれば、中島と共に大阪芸大を受験し両者合格したものの、構内に立てられていた『まむしに注意』の看板に驚いた船原は入学を取りやめたのだという。1972年、日本大学藝術学部映画学科に入学し、大学3年次にニューヨーク州北部にあるシラキューズ大学に留学した。大学4年のときに沖縄で沖縄海洋博が開かれると、通産省の管轄であった海洋文化館に勤務し、三木首相付きの同時通訳を務めるかたわら、現てぃんがーら・シアターが当時のハイテクを駆使して運営したコンピューター制御のマルチ映像で、プログラマー兼オペレーターを担当した。1976年、日本大学芸術学部映画学科を卒業すると再び渡米し、サンフランシスコ・アカデミー・オブ・アート、サンフランシスコ・アート・インスティチュートと、西海岸の芸術大学に在籍した。その翌年、ニューヨークへ移住、ニューヨーク大学大学院 Graduate School of Arts and Science,(Cinema Studies) 修士課程に在籍するも、1年後にはパンク・ロック・バンド、プラズマティックスの結成にあたってベーシストとして参加し、大学院を中退するに至った。

### ミュージシャン時代
ニューヨークで結成されたプラズマティックスは、1970年代終わりから1980年代にかけて、ハードコアなステージで人気を獲得し、カルト的存在のパンク・ロック・バンドとして一斉を風靡した。船原はそのプラズマティックスの結成オリジナル・メンバーであり、1978年、全米ツアーに参加、翌年はヨーロッパ・ツアーにも参加した。しかし、アナーキーなステージ演出が「危険すぎる」という理由で、1980年8月8日のイギリス・デビュー・コンサートが中止になるというハプニングもあった。
1970年代から1980年代にかけて、世界で活躍する日本人ベーシストとしては、ロッド・スチュワートと活動していた山内テツがおり、当時は「ロンドンのテツか、ニューヨークのチョウセイか」と言われるほどで、船原の人気も、ニューヨークのストリートを歩いていると突然サインを求められるほどであったという。ミュージシャンとして成功した船原は、米国永住権（いわゆるグリーンカード）を獲得。その後、船原の目標は学生時代から映画製作にあり、1980年、人気絶頂だったプラズマティックスを脱退した。

### 仕事

#### ミュージック・ビジネス
ミュージシャンを廃業した翌年、集英社ニューヨーク支局の支局員を務め、それをきっかけに村上龍、北方謙三との交流が始まった。長期にわたる交流の中で、彼らの小説の登場人物のモデルにもなった。
1982年、ブロードウェイ・ミュージカルの仕事を始め、『Rock 'N Roll! The First 5,000 Years』のフィナーレを作曲、日本人初のブロードウェイ・ミュージカル作曲者となった。
翌1983年、ミュージック・ビデオ の制作会社を設立。その1年後には米国CBSレコード（現ソニー・ミュージックエンタテインメント）とソロ・アーティスト契約が成立すると共に、MV監督としての仕事も始まった。RCサクセションの「ベイビー!逃げるんだ。」(1983年)は、本格的な海外ロケのMVとして、当時最も大がかりなものであった。IAM SIAM (1984年)、Run-D.M.C. (1985年)のMVも監督した。1980年代半ばに人気を博したRUN D.M.Cは、船原がMTV主催の「Special Event at the Rits, New York City」でディレクターを務めた際、ラップ・ミュージックという分野がまだなかった時代に、初めて彼らをメインストリームの音楽として紹介した。
1986年は、ブロードウェイ・ミュージカルとしてヒットし、トニー賞にもノミネートされたタンゴアルヘンティーノのアルゼンチン・タンゴを日本に紹介、当時、サントリーのTV-CMにも使用されてブームを巻き起こした。これをきっかけにタンゴアルヘンティーノのほかBlack and Blue（1989年度トニー賞ノミネート）の演出も行なったクラウディオ・セゴビアとヘクター・オレゾリとの仕事が始まり、1991年、彼らの演出によるキューバ音楽とダンスのレビュー、『ノチェ・トロピカーナ』のエグゼクティブ・プロデューサーを務めた。

#### 映画製作
1985年、CBSレコードと契約を解約した年、ニューヨークの裁判所で判決の降りた少年の再教育を行う非営利団体、コート・エンプロイメント・プロジェクト（CEP）に勤務した。同時期に映像製作の有志が集まり、週末のプロジェクトとして短編映画のシリーズ物の制作も始めた。
1987年、映像制作会社「Funahara & Associates, Inc.」を設立し、いよいよ劇場用本編映画製作を開始した。同時にコネチカット州のベストロン映画製作会社の資本提携会社 Integrated Resources Inc((NYSE) 上場会社)のコンサルタントに就任、アメリカの巨大な映画産業の根幹である資本づくりにも第一歩を踏み出した。
1989年からは、『Sons』の製作総指揮を皮切りに『The Houseguest』『ラッフルズホテル』『フェイタル・ミッション』と立て続けにプロデューサーを務め、1992年にはサンダンス映画祭でグランプリを受賞したヒット作品『イン・ザ・スープ』の製作総指揮、村上龍・原作の映画『トパーズ (Tokyo Decadence)』のプロデュースを行ない、2013年の現在でも米国の映画産業で活躍している。

#### 映像ニューメディアへの貢献とその開発
船原は自他共に認めるマック・ユーザーであり、早くからコンピュータとインターネットを利用した映像配信に取り組んできた。
1996年、CNN fn (CNNニュースのファイナルシャル・チャンネル) の人気番組『ピナクル』(アンカーは現在Fox New TVのルー・ダブズ ) のコンサルタントを務め、ブロードバンドを利用した映像ストリーミング・メディアのプロデューサーとしてpseudo.comサイトから映像を配信した。これは世界でも初めての試みであった。
2000年、米国で日系最大手のプロダクション会社モーション・プラネット社のシニア・プロデューサーに就任、同年、Digital intermediate (DI) の開発に関わり、ハリウッドの新しいDI規格に参入した。
この頃から、米国映画産業の中で重要な役割を果たしている各団体から徐々に認められ、会員として名を連ねていくこととなった。2000年より ICG (International Cinematographers Guild Local 600／アメリカ映画撮影監督協会) 、2003年度より DCI (Digital Cinema Initiatives, LLC／デジタル・シネマ推進委員会)、2004年度より The Society of Motion Picture and Television Engineers(SMPTE／米国映画テレビ技術者協会)、そして2009年度より映画芸術科学アカデミーの The Science and Technology Council 部門、Image Interchange Framework の会員となっている。また、2005年には映画芸術科学アカデミー公認の日本語ブロガーとなった。
近年ではコンサルタントの仕事が多く、2007年からプレミアム・ケーブル・テレビの大手、HBO（Home Box Office、ワーナー・ブラザース傘下）のコンサルタントに、2008年からは企業格付け会社の大手、スタンダード&プアーズのデジタル映像に関連する企業に於いて、アナリストのコンサルタントに就任した。
ハリウッド映画産業のデジタルシネマの規格と推進、及び米国のデジタルハイビジョンの規格にも貢献し、その中でジャズ・ピアニストの菊地雅章のドキュメンタリー映画、および自主制作の長篇本編作品を数本製作中である。劇場映画作品以外にも、短編映画、MV、テレビCMなど、欧米での製作は数多くの作品に及んでいる。
2016年、アメリカ大統領選、民主党予備選挙でバーニー・サンダース陣営に着き、トライステート（ニューヨーク州、コネティカット州、ニュージャージー州）の広報を担当する。
2021年、1月1日から自身のYouTube配信を開始した。

## フィルモグラフィ

### 映画
- だいじょうぶマイ・フレンド (1983年) ※俳優
- Sons (1989年) ※製作総指揮
- The Houseguest (1989年) ※プロデューサー
- ラッフルズホテル (1989年) ※アソシエイト・プロデューサー
- デッドロック/ベトナム死の掟 (1989年) ※プロデューサー、俳優
- イン・ザ・スープ (1992年) ※製作総指揮、俳優
- トパーズ (Tokyo Decadence) (1992年) ※プロデューサー
- ウェディング・バンケット (1993年) ※サウンドトラック監修
- Somebody to Love (1994年) ※special thanks
- Американская дочь (ロシア映画) (1995年) ※製作コンサルタント
- Kyoko (2000年) ※製作コンサルタント
- Dark Voices (2001年) ※プロデューサー、監督
- 13 Moons (2002年) ※俳優、スティール写真制作
- Hands & Eyes (2010年) ※撮影

### 短編映画
- Unbeatable (1985年)　(製作)
- THE HOUSEGUEST, featuring John Cale  and Zoe Tamerlaine (1986年) ※製作
- ニューヨークシティ・マラソン (1986年) ※製作、村上龍 原作・脚本
- CACOPHONY, LONESOME HITMEN FROM MONTANA (1988年) ※製作 第2ドイツテレビ
- COCKROACH ALARM IN SPANISH HARLEM (1987年) ※製作
- Dead End (1992年) ※製作
- WAR (1999年) ※製作
- WIDGET (1999年) ※製作

### ミュージック・ビデオ
- ベイビー!逃げるんだ。 (1983年) （RCサクセション） ※監督
- IAM SIAM (1984年) ※監督
- Run-D.M.C.  (1985年) ※監督
- If I Had a Hammer (天使のハンマー) (2019年)  (ミッキー・リー and Mutated Music) ※監督 IMDb Cutting Room Short Film Festival, the Best Music Video Awards.